# 8819 Chrisbondi
8819 Chrisbondi è un asteroide della fascia principale. Scoperto nel 1985, presenta un'orbita caratterizzata da un semiasse maggiore pari a 2,7824601 UA e da un'eccentricità di 0,1689101, inclinata di 9,38610° rispetto all'eclittica.
L'asteroide è dedicato alla ricercatrice Christine Bondi, nata Stockman.